# Jigsaw (The Shadows)
Jigsaw è un album del gruppo musicale britannico The Shadows, pubblicato dall'etichetta discografica Columbia Graphophone Company nel 1967.
L'album è prodotto da Norrie Paramor, mentre gli arrangiamenti sono curati dallo stesso gruppo.

## Tracce

### Lato A
1. Jigsaw - 2:36
2. Tennessee Waltz - 2:58
3. Prelude in E Major - 2:42
4. Cathy's Clown - 2:31
5. Stardust - 3:06
6. Semi Detached Suburban Mr. James - 2:50
7. Trains and Boats and Planes - 2:19

### Lato B
1. Friday on My Mind - 2:51
2. Winchester Cathedral - 2:51
3. Waiting for Rosie - 2:13
4. Chelsea Boot - 1:52
5. Maria Elena - 3:10
6. With a Hmm-Hmm on My Knee - 1:58
7. Green Eyes - 3:06